# Lipotriches dominarum
Lipotriches dominarum är en biart som först beskrevs av Cockerell 1932.  Lipotriches dominarum ingår i släktet Lipotriches och familjen vägbin. Inga underarter finns listade i Catalogue of Life.